# Clarence (pel·lícula de 1922)
Clarence és una pel·lícula muda dirigida per William C. deMille i protagonitzada per Wallace Reid en la seva penúltima aparició. Basada en una peça homònima en quatre actes de Booth Tarkington adaptada per Clara Beranger, la pel·lícula es va estrenar el 15 d'octubre del 1922. Es considera una pel·lícula perduda.

## Argument
Mr. Wheeler, el cap d'una família temperamental, contracta Clarence Smith, un veterà ferit de l'exèrcit nord-americà, per fer feines no gaire definides a casa seva en saber que a l'exèrcit sabia conduir mules. Clarence entra en una família amb molts conflictes: Cora, la filla de setze anys del senyor Wheeler; està enamorada de l'exsecretari privat del Sr. Wheeler, Hubert Stem que només la vol pels seus diners. A la vegada la senyora Wheeler sospità que el seu marit l'enganya amb Violet, la bonica governanta de la llar i el germà de Cora, Bobby, ha estat expulsat de l'institut i demandat per Della, la criada de la família, per incompliment de la promesa i de la qual, Dinwinddy, el majordom, està enamorat. Clarence s'enamora de Violet i, amb la seva ajuda, segresta a Cora per evitar que fugi amb l'exsecretari privat del Sr. Wheeler, Hubert Stem, deshonrant la família. Clarence es baralla amb Hubert Stem i aconsegueix que aquest desisteixi. Aleshores Stem troba un retall de diari a la butxaca de Clarence sobre un desertor de l'Exèrcit anomenat Charles Smith. El mostra a Mr. Wheeler i insisteix que Charles i Clarence són la mateixa persona. Wheeler el creu per gelosia, ja que ha vist com el mira la seva dona. Tot i això, Clarence tranquil·litza la família tocant el saxòfon i arriba una carta dirigida al “Dr. Smith ", revelant que Clarence és un conegut etimòleg al qual la universitat li ha ofert una feina. Violet accepta la proposta de matrimoni de Clarence i tots es reconcilien.

## Repartiment
- Wallace Reid (Clarence Smith)
- Agnes Ayres (Violet Pinney)
- May McAvoy (Cora Wheeler)
- Kathlyn Williams (Mrs. Wheeler)
- Adolphe Menjou (Hubert Stem)
- Edward Martindel (Mr. Wheeler)
- Robert Agnew (Bobby Wheeler)
- Bertram Johns (Dinwiddie)
- Dorothy Gordon (Della)
- Mayme Kelso (Mrs. Martin)